# Territorio del bacino della Saar
Il territorio del bacino della Saar (in tedesco: Saarbeckengebiet o Saarterritorium, in francese: Territoire du Bassin de la Sarre, in inglese: Territory of the Saar Basin), detto anche Saar o Saargebiet, è stato una regione della Germania occupata e governata dal Regno Unito e dalla Francia dal 1920 al 1935 sotto il mandato della Società delle Nazioni; l'occupazione anglo-francese era stata promossa inizialmente dal Trattato di Versailles.
La capitale della regione era Saarbrücken. Il territorio corrisponde all'attuale stato tedesco della Saarland, anche se di poco più piccolo. Per stabilire l'autodeterminazione della Saar fu svolto un plebiscito nel 1935, il protettorato fu sciolto ed i territori ad esso appartenenti confluirono nella Germania nazista.

## Commissione governativa
Sotto il Trattato di Versailles la regione altamente industrializzata della Saar fu sottoposta all'egida anglo-francese, secondo il mandato della Società delle Nazioni, per un periodo complessivo di quindici anni; i bacini carboniferi della Saar furono ceduti alla Francia. Fra gli altri, il territorio del bacino della Saar comprendeva la provincia del Reno e l'elettorato Palatino. Durante l'occupazione, la regione fu governata da una commissione composta da cinque membri che rappresentavano le forze d'occupazione. Secondo i termini del mandato della Società delle Nazioni, fra i membri della commissione dovevano essere inclusi almeno un rappresentante francese ed uno tedesco, residente nella regione stessa. Durante l'occupazione, la Saarland batté moneta propria, il franco della Saar, ed emise anche francobolli propri.
Alla fine del periodo d'occupazione un referendum determinò le condizioni future del territorio del bacino della Saar, sancendone l'ingresso nella Germania.

## Presidenti di Commissione
Il protettorato della Saar fu governato dai seguenti presidenti di Commissione:
- Victor Rault, Francia (26 febbraio 1920 - 31 marzo 1926)
- George Washington Stephens, Canada (1º aprile 1926 - 9 giugno 1927)
- Sir Ernest Colville Collins Wilton, Regno Unito (9 giugno 1927 - 31 marzo 1932)
- Sir Geoffrey George Knox, Regno Unito (1º aprile 1932 - 28 febbraio 1935)

## Referendum
Nel 1933, un considerevole numero di avversari politici del nazionalsocialismo si stabilirono nella Saar, essendo l'unica parte della Germania rimasta sotto l'occupazione straniera a seguito della prima guerra mondiale. Ne seguì l'agitarsi di gruppi anti-nazisti nel paese che desideravano che la Saarland restasse sotto il controllo anglo-francese e l'egida del mandato della Società delle Nazioni. Tuttavia, essendo la maggior parte della popolazione tedesca, si tenne nella regione un referendum al riguardo (13 gennaio 1935).
Essendo Adolf Hitler ansioso di trarre vantaggi propagandistici e soprattutto economici grazie al ritorno della Saar alla Germania, Joseph Goebbels designò un collettivo per influenzare il voto. Il supporto delle autorità cattoliche contribuì all'inclusione nella Germania, così come il timore del bolscevismo, contro il quale Hitler si batteva animatamente. Con una partecipazione del 98%, il risultato del referendum attestò una schiacciante maggioranza (90,73%) favorevole al ritorno nel Reich, mentre solo l'8,86% dei votanti si dichiarò contrario. Una terza opzione, riguardante l'eventualità di annettersi alla Francia ricevette lo 0,41% delle preferenze.
A seguito del voto, Hitler dichiarò che la Germania «non aveva ulteriori richieste territoriali da fare alla Francia».

## Governo nazionalsocialista
Il 17 gennaio 1935 la riunificazione con la Germania fu approvata dalla Società delle Nazioni. Il 1º marzo, la Germania reintegrò la regione nel Reich, nominando Josef Bürckel Reichskommissar für die Rückgliederung des Saarlandes (Commissario del Reich per la riunificazione della Saarland).
Molti degli oppositori del nazionalsocialismo che si erano rifugiati nella regione, i politici precedenti e gli ufficiali del Saar che avevano collaborato durante l'occupazione anglo-francese furono imprigionati.
Il 17 giugno 1936, quando la riunificazione fu ritenuta completa, il titolo del governatore fu cambiato di nuovo in Reichskommissar für das Saarland (Commissario del Reich della Saarland). Il nome della regione venne ulteriormente cambiato in Saarpfalz.
Bürckel governò fino al settembre 1944, quando si suicidò. Gli succedette Willi Stöhr fino al 21 marzo 1945, quando fu rioccupata dalla Francia, che l'avrebbe mantenuta fino a quando, con il referendum del 1955, fu riassegnata alla Repubblica Federale di Germania.